# 스코리아

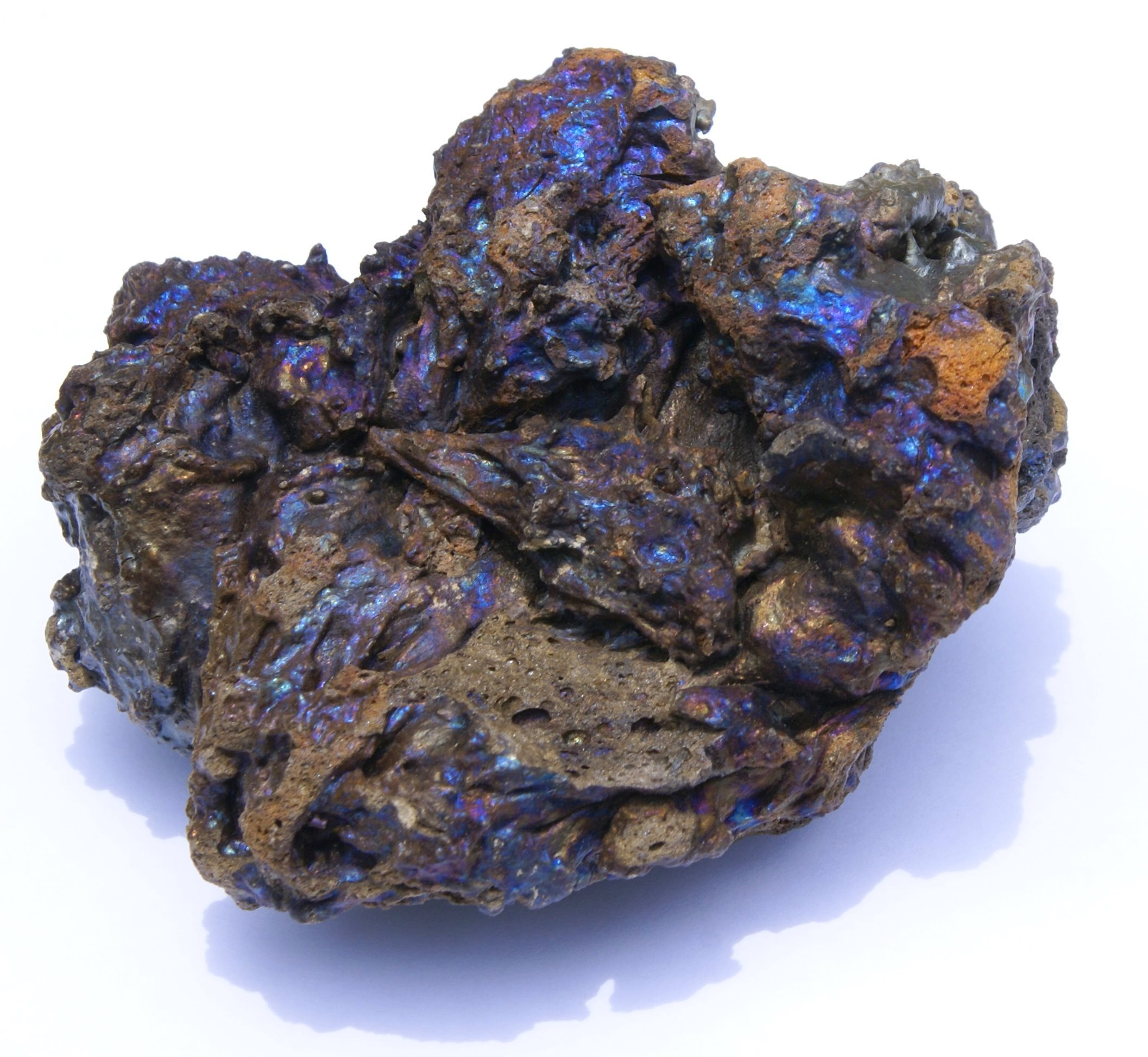
스코리아

스코리아(그리스어: scoria)는 화산분출물의 일종으로 괴상의 다공질이며 어두운색을 띤다. 지하 마그마가 화산 폭발할 때 1600도의 고온으로 지상으로 분출될 때 생성된 화산 분출물이다. 화학 성분상으로 주로 안산암질에서 현무암질까지이다. 대부분의 스코리아는 비중이 1보다 커서 물에 가라앉는다. 기공은 냉각되기 전의 마그마성 휘발성분의 용리로부터 비롯된 것으로, 기공의 크기가 크며 기공벽이 두껍기 때문에 부석(pumice)과는 다른 성질을 보인다. 따라서 스코리아는 어둡게 보이며(보통 암갈색, 흑색 혹은 적색) 밀도가 높다. 조직적인 차이는 아마도 낮은 마그마 점성도, 급속한 휘발성분의 확산, 거품 성장, 응집력과 거품 터짐에 의한 것일 것이다. 스코리아는 용암의 한 부분으로서도 나타나고 암편 분출물(라필리, 암괴, 화산탄)로서도 나타난다. 스트롬볼리안 분출에서는 가파른 경사로 스코리아 콘이 형성되어 있다. 대부분의 스코리아는 유리질 파편으로 구성되는데 반정도 함유하기도 한다. 신더(cinder)는 스코리아의 오래된 이름이다. 스코리아라는 이름의 유래는 녹을 뜻하는 그리스어에서 왔다. 제주도에서는 송이(화산석송이)라 부르기도 한다.
돌하르방와 모아이의 재료로 사용된다.

## 같이 보기
- 화성암